# Wisłok

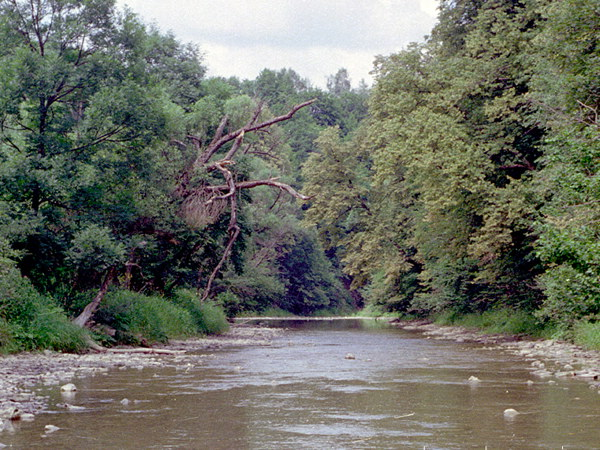
Wisłok

De Wisłok is een rivier in het zuidoosten van Polen. De Wisłok is een zijrivier van de San en heeft een lengte van 205 km en een stroomgebied van 3528 km² (in zijn geheel in Polen). De Wisłok ontspringt in de Beskiden en mondt bij Dębno uit in de San.